# Oxyopes brevis
Oxyopes brevis là một loài nhện trong họ Oxyopidae.
Loài này thuộc chi Oxyopes. Oxyopes brevis được Tord Tamerlan Teodor Thorell miêu tả năm 1881.